# Bubanza (Provinz)
Bubanza ist eine Provinz Burundis, deren Hauptstadt ebenfalls Bubanza heißt. Sie liegt im Nordwesten des Landes, angrenzend an die Demokratische Republik Kongo.
2008 hat Bubanza eine Bevölkerung von schätzungsweise 404.500.
Bubanza ist in die Distrikte Bubanza, Gihanga, Mpanda, Musigati und Rugazi eingeteilt. In der Provinz werden Reis und Baumwolle als Cash Crops angebaut, zudem wird Viehzucht betrieben.